# Спурій Вергіній Трікост Целіомонтан
Спурій Вергі́ній Тріко́ст Целіомонта́н (лат. Spurius Verginius Tricostus Caeliomontanus; V століття до н. е.) — політичний, державний і військовий діяч ранньої Римської республіки, консул 456 року до н. е.

## Біографія
Походив з патриціанського роду Вергініїв. Син Авла Вергінія Трікоста Целіомонтана, консула 494 року до н. е.
456 року до н. е. його було обрано консулом разом з Марком Валерієм Максимом Лактукою. Під час їхньої каденції війн Римська республіка не вела. Відбувались суперечки з плебеями, наслідком чого було прийняття закону (лат. Lex Icilia), який дозволяв плебеям селитися на Авентинському пагорбі Риму. Також  під час їхнього консульства відбулись перші Вікові ігри.
З того часу про подальшу долю Спурія Вергінія Трікоста Целіомонтана згадок немає.

## Родина
Імовірно його сином був Тіт Віргіній Трікост Целіомонтан, консул 448 року до н. е.